# Edward Alcock (cầu thủ bóng đá)
Edward Alcock (7 tháng 9 năm 1913 – 1981) là một cầu thủ bóng đá thi đấu ở vị trí tiền đạo cánh trái ở Football League cho Tranmere Rovers. Ông cũng thi đấu cho Congleton Town.